# Alfred Cahen
Pour les articles homonymes, voir Cahen.
Alfred Cahen, né à Ixelles, le 28 septembre 1929 et mort à- Bruxelles le 19 avril 2000, est un diplomate belge.

## Biographie
Alfred Cahen déclare : « Cahen est évidemment un nom juif que, tout en étant belge, je revendique hautement. » 
En 1953, il est diplômé de la faculté de droit de l'Université Libre de Bruxelles, et devient alors avocat au barreau de Bruxelles.
En 1956, il commence à travailler au ministère des Affaires étrangères et il est affecté à la délégation belge auprès de l'OCDE (1959-62), à l'ambassade de Belgique à Kinshasa (1962-64 & 1970-74), à la délégation belge à l'ONU (1966-68).
D'après Le Soir, sa carrière de diplomate a été marquée par le Congo, devenu le Zaïre : Alfred Cahen est un « passionné d'Afrique » qui fut mêlé de près aux relations officielles et officieuses entre la Belgique et le Congo mais également « à l'histoire elle-même, histoire de la décolonisation, histoire du Congo, histoire du long règne de Mobutu », avec lequel il a eu une amitié qu'il n'a jamais reniée. Il acquiert, concernant l'Afrique centrale, une « profonde connaissance » des peuples, des coutumes, de l'histoire de chacune des tribus.
Entre 1974 et 1977 il est ministre-conseiller à l'ambassade de Washington,. Selon Le Soir, il est  réputé pour bénéficier de toute la confiance du département d'Etat américain.
De 1977 à 1979, il est chef de cabinet du ministre socialiste des Affaires étrangères Henri Simonet. Entre 1979 et 1985, il est directeur général de la politique au ministère des Affaires étrangères. De juin 1985 à mai 1989, Cahen est secrétaire général de l'Union de l'Europe occidentale (UEO). Au cours de cette période, il propose la doctrine Cahen qui porte son nom,.
Entre 1989 et 1996, il est ambassadeur de Belgique à Paris. Après sa retraite, débutée en 1997, Cahen devient secrétaire général de l'Association du traité de l'Atlantique en 1997,.
Cahen a également enseigné à l'Université Libre de Bruxelles la politique internationale.
Il meurt le 19 avril 2000 des suites d'une longue maladie, à l'âge de 70 ans.

## Doctrine Cahen
Formulée à la fin de la guerre froide, la doctrine Cahen déclarant que seuls les États membres de l'Union européenne et de l'OTAN peuvent faire partie de l'Union de l'Europe occidentale. Elle est assouplie après les traités de Maastricht (1991) et Kirchberg (1994).

## Prix Alfred Cahen
En 1985, il cofonde le CERIS avec Robert Anciaux et Georges Delcoigne, et il en est le président jusqu'en 2000. Le CERIS est une école offrant des formations dans le domaine des relations internationales, du développement et de la diplomatie. Fondé en 1985, elle est située à Bruxelles. Certaines de ses formations se font (depuis 2018) en partenariat avec l'université libre de Bruxelles. En hommage à sa mémoire, le Conseil académique du CERIS inaugurera en octobre 2011 le « Alfred Cahen Lecture Hall » et le prix Alfred-Cahen dédié au meilleur article de recherche ou thèse de l'année académique CERIS.

## Distinctions
Alfred Cahen est élu en janvier 1992 à l'Académie des sciences d'outre-mer de France, en qualité de membre associé. A 64 ans, en 1993, il est élu membre de l'Académie des Sciences morales et politiques de l'Institut de France.